# Gainer
Gainer je sacharido-proteinový koncentrát, který slouží ke zvýšení tělesné hmotnosti a to nejen u sportovců, ale i u běžných lidí. Sportovcům slouží po náročném fyzickém tréninku jako rychlý příjem energie, který je nezbytný pro nárůst hmoty a síly. Používá se také k doplnění svalového glykogenu pro vyšší výdrž a výkonnost.

## Složení
Gainer je tvořen sacharidy, bílkovinami, tuky, minerály a vitamíny. Sacharidy zde obsažené jsou ve formě jednoduchých cukrů (glukóza a fruktóza) a polysacharidů (maltodextrin). Bílkovinná složka je tvořena lehce stravitelnými proteiny, které obsahují ty nejdůležitější aminokyseliny k tvorbě svalové hmoty. Obsažený tuk je jen ve formě, pro nás nezbytných, esenciálních polynenasycených mastných kyselin.

## Dávkování
Gainer se používá při objemovém tréninku nebo v redukční dietě, kdy díky gaineru máme přesný přehled o přijatých kaloriích. Množství závisí[zdroj?] na tělesné hmotnosti a na tom jak velký přírůstek svalové hmoty potřebujeme. Gainer navíc urychluje regeneraci a má příznivý vliv na trávení. Dávkovat bychom měli bezprostředně po tréninku s použitím vody. Použít se dá i jako náhrada jednoho jídla denně.

## Použití
- pro zvýšení energetického příjmu
- k nárůstu svalové hmoty
- budování síly
- zlepšení regenerace po tréninku
- ochrana svalové hmoty před poškozením
- zvýšení svalového glykogenu

## Formy gaineru
Gainer se vyrábí ve formě prášku s různou příchutí (čokoláda, vanilka, jahoda...)
Pokud je na krabici gaineru označení „Gainer XY%“, znamená to že v každých 100g výrobku je XY% bílkovin a přibližně 100-XY % sacharidů.